# Jane Rigby
Jane Rebecca Rigby és una astrofísica estatunidenca que treballa al Goddard Space Flight Center a Greenbelt, Maryland (EU) i és científica del projecte d'operacions del telescopi espacial James Webb. Va ser escollida com una de les 10 persones referents a la ciència per la revista Nature (Nature's 10) l'any 2021 i com una de les 100 dones de la BBC el 2022.

## Biografia

### Educació
Rigby es va interessar per l'astrofísica quan era estudiant de secundària. Ha dit que Sally Ride la va fer adonar que les noies podien estudiar física. Rigby va estudiar a la Pennsylvania State University. L'any 2000, va obtenir una llicenciatura en física i en astronomia i astrofísica. Es va traslladar a la Universitat d'Arizona per fer estudis de postgrau, l'any 2006 va presentar una tesi sobre els raigs X de nuclis galàctics actius sota la supervisió de George H. Rieke. Rigby va passar sis mesos com a becària postdoctoral a la Universitat d'Arizona abans de ser nomenada Carnegie Fellow als Observatoris Carnegie. Rigby va fer públic que era lesbiana l'any 2000, sent estudiant a la Universitat d'Arizona i quan encara era il·legal ser homosexual allà.

### Recerca i carrera
El 2010, Rigby va ser nomenada científica adjunta del projecte d'operacions del telescopi espacial James Webb i funcionària del Goddard Space Flight Center. Va ser nomenada científica del projecte d'operacions el 2018. Va oferir una xerrada TED sobre telescopis espacials el 2011.
Rigby és responsable de TEMPLATES (Targeting Extremely Magnified Panchromatic Lensed Arcs and Their Extended Star Formation), un projecte que busca utilitzar l'espectroscòpia NIRSpec d'alt senyal a soroll i d'unitats de camp integral d'infraroig mitjà (IFU) per a la imatge de 4 galàxies amb lents gravitacionals. S'espera que el programa resolgui espacialment la formació d'estrelles.
Rigby va ser membre fundadora del Grup de Treball d'Igualtat LGBT de la Societat Astronòmica Americana. El 2015 va coorganitzar Inclusive Astronomy, una iniciativa mundial per celebrar la inclusió i l'equitat en astronomia.

## Premis i honors
- 2006 Becària postdoctoral del Telescopi espacial Spitzer[13]
- Premi d'antics alumnes destacats de l'Eberly College of Science 2013[14]
- 2013 Premi Robert H. Goddard de la NASA per assoliments excepcionals per a la ciència[15]
- 2014 Premi Robert H. Goddard de la NASA per a la diversitat i la igualtat d'oportunitats laborals[16]
- Premi Goddard Space Flight Peer 2015
- 2018 John C. Lindsay Memorial Award for Space Science[17]
- 2021 Nature's 10 Ones to Watch el 2022[18]
- "Científica LGBTQ+ de l'any 2022" en innovació[10]
- 2022 BBC 100 dones[19]
- 2022 Nature's 10[20]